# Otto Schleinitz (Politiker)
Otto Schleinitz (* 5. Mai 1886 in Kleinnaundorf; † 20. Dezember 1951 in Freital) war ein deutscher Politiker (SPD).

## Leben
Der Sohn eines Bergarbeiters erlernte den Beruf des Drehers und war als Eisendreher in Burgk tätig. Von 1926 bis 1933 war er Abgeordneter des Sächsischen Landtages und von 1929 bis 1933 Stadtverordneter in Freital.